# Aljaksandra Hisels
Aljaksandra Anatoljeuna Hisels (belarussisch Аляксандра Анатольеўна Гізельс, russisch Александра Анатольевна Гизельс Alexandra Anatoljewna Gisels, englische Transkription: Aleksandra Gizels; * 8. Februar 1995 in Homel) ist eine belarussische Billardspielerin, die in der Billardvariante Russisches Billard antritt.
Zu den bislang größten Erfolgen der WM-Dritten von 2015 und 2018 gehören der Gewinn des Finalturniers 2017 im Freie-Pyramide-Weltcup sowie drei belarussische Meisterinnentitel.

## Leben
Aljaksandra Hisels, die in Homel geboren und aufgewachsen ist, studierte an der Belarussischen Wirtschaftsuniversität in Minsk und lebt seit 2017 im russischen Sankt Petersburg.
Neben ihrer aktiven Karriere ist sie auch als Trainerin, Bloggerin und Billardkommentatorin tätig.

## Karriere
Hisels nahm 2008 erstmals an der Jugendeuropameisterschaft teil und spielte zwei Jahre später erstmals bei der Jugendweltmeisterschaft mit. Ihren ersten größeren Erfolg erzielte sie im März 2011, als sie bei der Jugend-EM das Halbfinale erreichte, in dem sie der Ukrainerin Julija Nesterowa mit 0:4 unterlag. Wenig später gewann sie bei der Damen-WM unter anderem gegen die ehemalige Weltmeisterin Olga Milowanowa, bevor sie im Viertelfinale gegen Diana Mironowa ausschied. Nachdem sie im Sommer bei den Prince Open in Moskau ins Finale gelangt war, in dem sie Diana Mironowa mit 0:5 unterlag, gewann sie bei der Jugend-WM nach einer Halbfinalniederlage gegen Jekaterina Lepinskaja die Bronzemedaille. Es folgten ihre ersten Teilnahmen an der Freie-Pyramide-WM der Damen, bei der sie sieglos ausschied, und am Kremlin Cup, bei dem sie überraschend ins Halbfinale einzog und schließlich gegen Natalja Sedych mit 2:4 verlor.
Anfang 2012 gelangen ihr weitere gute Ergebnisse. So gewann sie gegen Julija Raschetnikawa (4:3) zum ersten Mal ein Turnier des belarussischen Pokals und erreichte bei der Jugend-EM sowie beim Moskauer Bürgermeisterpokal das Halbfinale. Die zweite Jahreshälfte hingegen verlief weniger erfolgreich, Hisels nahm an fünf internationalen Turnieren teil und schied jedes Mal in der Vorrunde aus, unter anderem bei der WM, bei der sie aber erstmals ein Vorrundenspiel gewann, und beim Kremlin Cup 2012. Im Oktober 2012 wurde die 17-Jährige durch einen 3:0-Finalsieg Kazjaryna Dorohan erstmals belarussische Meisterin bei den Erwachsenen.
2013 erreichte Hisels bei der Jugend-EM das Viertelfinale und verteidigte im Endspiel gegen Kazjaryna Perepetschajewa mit 4:1 ihren nationalen Meistertitel. Bei der Erwachsenen-WM erreichte sie erstmals das Viertelfinale, in dem sie ihrer Landsfrau Wijaleta Klimawa unterlag. In die gleiche Runde kam sie wenig später bei den Minsk Open und bei der Jugend-WM, beim Kremlin Cup gelangte sie zum zweiten Mal ins Halbfinale und verlor gegen Diana Mironowa. Im Dezember 2013 zog sie bei den Prince Open ins Finale und unterlag erneut Diana Mironowa (1:5).
Im ersten Halbjahr 2014 erzielte Hisels einige Erfolge auf regionaler Ebene und kam beim Bürgermeisterpokal in Moskau ins Viertelfinale, schied jedoch im Weltcup und bei der EM 2014 in der Vorrunde aus. Im Herbst erreichte sie das Halbfinale der Minsk Open sowie das Finale der belarussischen Meisterschaft und verlor jeweils gegen Kazjaryna Perepetschajewa. Im November 2014 scheiterte sie beim Kremlin Cup zum dritten Mal im Halbfinale, diesmal an Tatjana Maximowa (4:5). Nachdem sie bei der Weltmeisterschaft im Achtelfinale ausgeschieden war, zog sie bei den Prince Open ins Endspiel ein, in dem sie sich der Russin Jekaterina Lepinskaja mit 4:5 knapp geschlagen geben musste.
Beim Weltcup-Auftakt 2015 erreichte Hisels das Finale und verlor gegen Kristina Saltowskaja (3:5). Kurz danach zog sie bei der belarussischen Meisterschaft in der Freien Pyramide zum vierten Mal in Folge ins Endspiel ein, in dem sie durch einen 4:3-Sieg gegen Titelverteidigerin Kazjaryna Perepetschajewa ihren dritten Titel gewann. Nachdem sie beim Moskauer Bürgermeisterpokal in der Runde der letzten 32 ausgeschieden war und bei der Freie-Pyramide-EM das Viertelfinale erreicht hatte, nahm sie im Oktober 2015 im finnischen Imatra zum ersten Mal an der Weltmeisterschaft in der Disziplin Dynamische Pyramide teil, bei der sie mit einer Auftaktniederlage gegen Jewgenija Scheldina im Achtelfinale ausschied. Im November zog sie beim Finalturnier des Weltcups ins Endspiel ein und verlor mit 2:5 gegen Diana Mironowa. Eine Woche später gewann sie zum ersten Mal eine Medaille bei der Freie-Pyramide-WM in Tomsk, als sie das Halbfinale erreichte, in dem sie der späteren Weltmeisterin Marija Pudowkina mit 2:5 unterlag.
Anfang 2016 gelangte Hisels beim Superfinale der Weltmeisterschaften, einem Einladungsturnier in Jugorsk mit den vier besten Teilnehmerinnen der Weltmeisterschaften 2015, ins Endspiel, in dem sie gegen Diana Mironowa zwar einen Satz gewann, schließlich aber mit 1:2 (3:0, 1:3, 1:3) verlor. Wenig später gewann sie bei der belarussischen Meisterschaft in der Disziplin Kombinierte Pyramide ihre erste Medaille, nachdem sie im Halbfinale gegen Kazjaryna Perepetschajewa ausgeschieden war. Im selben Jahr belegte sie auch in der Freien Pyramide den dritten Platz, nachdem sie im Semifinale an Anastassija Baurowa gescheitert war. Im Mai 2016 erreichte Hisels beim Kijewskije Kaschtany in Kiew das Finale und verlor gegen Anastassija Kowaltschuk (2:4). Bei der Freie-Pyramide-WM 2016 schied sie im Achtelfinale aus. Der Weltcup 2016 war für Hisels zunächst nicht gut verlaufen, lediglich beim Moskauer Bürgermeisterpokal war sie ins Viertelfinale gekommen; beim Finalturnier zog sie jedoch schließlich erneut ins Endspiel ein, in dem sie sich Elina Nagula mit 3:5 geschlagen geben musste.
Im April 2017 nahm Hisels erstmals an der Kombinierte-Pyramide-WM teil, musste dort jedoch eine Erstrundenniederlage hinnehmen. Im weiteren Verlauf des Jahres erreichte sie das Halbfinale des Moskauer Bürgermeisterpokals und das Viertelfinale des Kremlin Cups und verlor jeweils gegen Olga Milowanowa. Im November 2017 zog sie beim Weltcup-Finalturnier zum dritten Mal in Folge ins Endspiel ein. Nach zwei Niederlagen in den Vorjahren setzte sich Hisels gegen Kristina Guds mit 4:2 durch und gewann somit zum ersten Mal ein Weltcupturnier.
Zu Beginn des Jahres 2018 gelang Hisels gleich zweimal der Einzug ins Finale. Musste sie sich beim Weltcup-Auftakt in Moskau der Russin Diana Mironowa mit 0:4 geschlagen geben, setzte sie sich beim Baltic Women Cup in Vilnius gegen die Litauerin Alina Olševskaja mit 3:0 durch. Danach schied sie jedoch mehrfach früh aus, unter anderem bei der Dynamische-Pyramide-WM 2018 in der Vorrunde. Erst im September kam sie beim Kremlin Cup zumindest wieder ins Achtelfinale. Am Jahresende gewann sie in Tjumen bei der Freie-Pyramide-WM ihre zweite Bronzemedaille, als sie unter anderem Natalija Kornewa besiegte und im Halbfinale der Rekordweltmeisterin Diana Mironowa mit 0:5 unterlag.
Im Februar 2019 wurde in Vilnius das erste Turnier der neu eingeführten Baltic Pyramid League ausgetragen. Hisels gelangte dort als zweitbeste Frau in die Runde der letzten 32, in der sie der Lettin Lubov Parizere unterlag. Bei der WM in der Kombinierten Pyramide erreichte sie das Viertelfinale und verlor gegen Elina Nagula. Eine Woche später gelangte sie beim Weltcup in derselben Disziplin ins Halbfinale und verlor gegen Diana Mironowa. Nachdem sie beim Bürgermeisterpokal in Moskau in der Vorrunde ausgeschieden war, kam die Vorjahresdritte Hisels bei der Freie-Pyramide-WM in Tscholponata zum ersten Mal seit 2012 nicht über die Vorrunde hinaus. Beim Kremlin Cup 2019 erreichte sie das Achtelfinale.
Anfang 2020 schied Hisels beim Baltic-Pyramid-League-Turnier in Tallinn in der Vorrunde aus.

## Spielweise
Hisels ist für ihr langsames Spiel und eine stark taktisch geprägte defensive Spielweise bekannt.

## Erfolge
| Ergebnis   | Jahr   | Turnier                                | Finalgegnerin             | Endstand      |
| ---------- | ------ | -------------------------------------- | ------------------------- | ------------- |
| Finalistin | 2011/2 | Prince Open                            | Diana Mironowa            | 0:5           |
| Siegerin   | 2012/2 | Belarussischer Pokal (Fr. Pyr.)        | Julija Raschetnikawa      | 4:3           |
| Siegerin   | 2012   | Belarussische Meisterschaft (Fr. Pyr.) | Kazjaryna Dorohan         | 3:0           |
| Siegerin   | 2013   | Belarussische Meisterschaft (Fr. Pyr.) | Kazjaryna Perepetschajewa | 4:1           |
| Finalistin | 2013/2 | Prince Open                            | Diana Mironowa            | 1:5           |
| Finalistin | 2014   | Belarussische Meisterschaft (Fr. Pyr.) | Kazjaryna Perepetschajewa | 1:4           |
| Finalistin | 2014   | Prince Open                            | Jekaterina Lepinskaja     | 4:5           |
| Finalistin | 2015/1 | Prince Open                            | Kristina Saltowskaja      | 3:5           |
| Siegerin   | 2015   | Belarussische Meisterschaft (Fr. Pyr.) | Kazjaryna Perepetschajewa | 4:3           |
| Finalistin | 2015/F | Freie-Pyramide-Weltcup                 | Diana Mironowa            | 2:5           |
| Finalistin | 2016   | Superfinale der Weltmeisterschaften    | Diana Mironowa            | 3:0, 1:3, 1:3 |
| Finalistin | 2016   | Kijewskije Kaschtany                   | Anastassija Kowaltschuk   | 2:4           |
| Finalistin | 2016/F | Freie-Pyramide-Weltcup                 | Elina Nagula              | 3:5           |
| Siegerin   | 2017/F | Freie-Pyramide-Weltcup                 | Kristina Guds             | 4:2           |
| Finalistin | 2018/1 | Freie-Pyramide-Weltcup                 | Diana Mironowa            | 0:4           |
| Siegerin   | 2018   | Baltic Women Cup                       | Alina Olševskaja          | 3:0           |

## Teilnahmen an Weltmeisterschaften
| [ 1 ]                | 2011              | 2012              | 2013              | 2014              | 2015              | 2016  | 2017  | 2018  | 2019  |
| -------------------- | ----------------- | ----------------- | ----------------- | ----------------- | ----------------- | ----- | ----- | ----- | ----- |
| Freie Pyramide       | R                 | R                 | V                 | A                 | H                 | A     | n. a. | H     | R     |
| Dynamische Pyramide  | n. a.             | –                 | n. a.             | n. a.             | A                 | n. a. | n. a. | R     | n. a. |
| Kombinierte Pyramide | nicht ausgetragen | nicht ausgetragen | nicht ausgetragen | nicht ausgetragen | nicht ausgetragen | –     | A     | n. a. | V     |

| Legende | Legende                               |
| ------- | ------------------------------------- |
| S       | Siegerin                              |
| F       | Finalistin                            |
| H       | Halbfinalistin                        |
| V       | Viertelfinalistin                     |
| A       | Achtelfinalistin                      |
| LX      | Niederlage in der Runde der letzten X |
| R2      | Niederlage in Runde 2                 |
| R       | Vorrundenaus/Niederlage in Runde 1    |
| –       | nicht teilgenommen                    |
| n. a.   | nicht ausgetragen                     |